# 小行星20593
小行星20593（20593 Freilich）是一颗绕太阳运转的小行星，为主小行星带小行星。该小行星于1999年9月9日发现。

## 轨道参数
小行星20593的轨道半长轴为2.3787840 UA，离心率为0.073。